# 沙魯里山脈
沙魯里山脈（さろりさんみゃく、簡体字: 沙鲁里山、拼音: shā lŭ lǐ shān、英語: Shaluli Mountains）は中華人民共和国南西部の山脈。四川省西部の山脈の一つで、チベット高原の東を南北に走る褶曲山脈・横断山脈に属する。
沙魯里山脈のほとんどは四川省のカンゼ・チベット族自治州および涼山彝族自治州内の西部にあり、南北方向へ伸びている。平均海抜は4,000mから6,000mの間で、玉龍雪山や雀児山などの高峰がそびえる。最高峰の格聶山は海抜6,204mに達する。西には金沙江が、東には雅礱江が険しい峡谷を刻みながら南へと流れている。2つとも長江水系に属し、金沙江が長江上流の本流とされている。
動植物資源は豊富で、クチジロジカ（白唇鹿）やターキン（扭角羚）など希少な野生動物も多い。